# Гарибальдиец в монастыре
«Гарибальдиец в монастыре» (итал. Un garibaldino al convento) — итальянская чёрно-белая комедия режиссёра Витторио Де Сики по одноимённому произведению Ренато Анджиолилло. Премьера фильма состоялась 10 марта 1942 года.

## Сюжет
В основе сюжета фильма – пикантные воспоминания старой женщины о её молодых годах, проведённых в католической школе при монастыре, о счастливых и грустных моментах и о её трагической любви к одному гарибальдийцу. 

## В ролях
- Леонардо Кортезе — граф Франко Амидеи
- Мария Меркадер — Мариелла Доминиани
- Карла Дель Поджо — Катаринетта Беллелли
- Фаусто Гуэрцони — Тьеполо, приор
- Эльвира Бетроне — мать-настоятельница
- Клара Аутери Пепе — Джелтруде Корбетти
- Дина Романо — сестра Игнация
- Ольга Виттория Джентилли — маркиза Доминиани
- Федерико Коллино — Джачинто Беллелли
- Армандо Мильиари — Раймондо Беллелли
- Ламберто Пикассо — Джованни Беллелли
- Витторио Де Сика — Нино Биксио

## Съёмочная группа
- Режиссёр-постановщик: Витторио Де Сика
- Сценаристы: Витторио Де Сика, Адольфо Франчи, Маргерита Мальионе, Альберто Веккьетти, Джузеппе Дзукка
- Продюсер: Марио Борги
- Оператор: Альберто Фьюзи
- Композитор: Ренцо Росселлини
- Художник-постановщик: Веньеро Коласанти
- Художник по костюмам: Веньеро Коласанти
- Гримёр: Марио Джузеппе Паолетти
- Монтажёр: Марио Бонотти
- Звукорежиссёр: Джованни Несчи
- Дирижёр: Пьетро Саззоли

## Интересные факты
Картина была показана на широком экране в рамках ретроспективы фильмов Витторио Де Сики в ноябре 1991 года в Музее современного искусства (Нью-Йорк).